# Episodi di Astrid e Raphaëlle (prima stagione)
La prima stagione della serie televisiva Astrid e Raphaëlle, composta da 8 episodi, ha debuttato in Francia con l'episodio pilota il 12 aprile 2019 su France 2. I restanti episodi sono stati trasmessi sullo stesso canale dal 13 marzo al 3 aprile 2020.
In Italia, la stagione è andata in onda su Giallo dal 25 ottobre al 22 novembre 2020. Inoltre, è trasmessa anche nella Svizzera italiana dal 28 dicembre 2021 al 25 gennaio 2022 su RSI LA1.
| nº | Titolo originale           | Titolo italiano          | Prima TV Francia | Prima TV Italia  |
| -- | -------------------------- | ------------------------ | ---------------- | ---------------- |
| 0  | Puzzle                     | Puzzle                   | 12 aprile 2019   | 25 ottobre 2020  |
| 1  | Hantise 1 & 2              | Una scomparsa misteriosa | 13 marzo 2020    | 1º novembre 2020 |
| 2  | Hantise 1 & 2              | Un legame con il passato | 13 marzo 2020    | 1º novembre 2020 |
| 3  | Chaînon manquant           | L'anello mancante        | 20 marzo 2020    | 8 novembre 2020  |
| 4  | Chambre close              | Una storia vera          | 20 marzo 2020    | 8 novembre 2020  |
| 5  | Fulcanelli                 | La vita eterna           | 27 marzo 2020    | 15 novembre 2020 |
| 6  | L'homme qui n’existait pas | L'identità nascosta      | 27 marzo 2020    | 15 novembre 2020 |
| 7  | La Mort et Compagnie       | Morti viventi            | 3 aprile 2020    | 22 novembre 2020 |
| 8  | Invisible                  | L'arte della fuga        | 3 aprile 2020    | 22 novembre 2020 |

## Puzzle
- Titolo originale: Puzzle
- Diretto da: Elsa Bennett e Hippolyte Dard
- Scritto da: Alexandre de Seguins e Laurent Burtin

### Trama
Il commissario capo della squadra Omicidi Raphaëlle Coste va all'archivio della Polizia per indagare su un omicidio irrisolto, e incontra la giovane e inquietante criminologa Astrid Nielsen, affetta dalla sindrome di Asperger. Le due iniziano una collaborazione.

## Una scomparsa misteriosa e Un legame con il passato
- Titolo originale: Hantise 1 & 2
- Diretto da: Elsa Bennett e Hippolyte Dard
- Scritto da: Alexandre de Seguins e Laurent Burtin

### Trama
Astrid e Raphaëlle indagano sulla strana morte di un noto avvocato, arrivando in una casa infestata di cui dovranno svelare i segreti. Ma scoprono che la casa è stata oggetto in passato di un terribile familicidio.

## L'anello mancante
- Titolo originale: Chaînon Manquant
- Diretto da: Elsa Bennett e Hippolyte Dard
- Scritto da: Alexandre de Seguins e Laurent Burtin

### Trama
Astrid e Raphaëlle indagano sulla morte per annegamento di un impiegato del Museo di Storia Naturale.

## Una storia vera
- Titolo originale: Chambre Close
- Diretto da: Elsa Bennett e Hippolyte Dard
- Scritto da: Alexandre de Seguins, Laurent Burtin e Denis Alamercery

### Trama
Astrid e Raphaëlle indagano sull'avvelenamento di un noto scrittore, ma dovranno scontrarsi con le personalità del mondo dell'editoria.

## La vita eterna
- Titolo originale: Fulcanelli
- Diretto da: Frédéric Berthe
- Scritto da: Alexandre de Seguins e Laurent Burtin

### Trama
Astrid e Raphaëlle indagano sul cadavere di un giovane, ritrovato dopo il crollo di una galleria sotterranea.

## L'identità nascosta
- Titolo originale: L'Homme qui n'existait pas
- Diretto da: Frédéric Berthe
- Scritto da: Alexandre de Seguins, Laurent Burtin e Denis Alamercery

### Trama
Astrid e Raphaëlle indagano sulla strana morte di un uomo, che potrebbe essere stata causata da un virus.

## Morti viventi
- Titolo originale: La Mort et Compagnie
- Diretto da: Frédéric Berthe
- Scritto da: Alexandre de Seguins e Laurent Burtin

### Trama
Astrid e Raphaëlle indagano sulla morte improvvisa del presidente dell'associazione autistica frequentata dalla stessa Astrid, ma il medico legale afferma che la vittima si è poi rialzata ed è fuggita.

## L'arte della fuga
- Titolo originale: Invisible
- Diretto da: Frédéric Berthe
- Scritto da: Alexandre de Seguins, Laurent Burtin e Denis Alamercery

### Trama
Astrid e Raphaëlle indagano sull'omicidio di una donna, e tutte le prove del DNA raccolte sulla scena del crimine convergono su un indagato che al momento dell'omicidio si trovava in carcere.